# کاشوخین
کاشوخین مجموعهٔ نمایش خانگی در ژانر اکشن و مهیج ساخت ایران است. این مجموعه در سال ۱۳۹۸ به کارگردانی کیوان محسنی و تهیه‌کنندگی پویان صدقی و کیوان محسنی تولید شد و در رسانهٔ نمایش خانگی فیلیمو در یک فصل ۱۱ قسمتی پخش شد. در سال ۲۰۲۲ نسخهٔ ۶ قسمتی این سریال تولید شد که در پلتفرم‌های بین‌المللی توبی، ایندی‌فلیکس و فیلمین منتشر شده است.
کاشوخین در بخش پانورامای نهمین جشنوارهٔ سریلیزادوس اسپانیا در اکتبر ۲۰۲۲ به نمایش درآمد. این فیلم به زبان اچمی تولید شده است و واژهٔ کاشوخین در این زبان به‌معنی خون‌ریزی و درگیری است.

## خلاصهٔ داستان
یک قاچاقچی سوخت در جنوب ایران که پس از مرگ رفیقش در یک سانحهٔ رانندگی مورد توبیخ و انتقاد دیگران قرار گرفته است، پس از یافتن سرنخ‌هایی از قتل دوستش برای انتقام راهی سفری تک‌نفره می‌شود.